# Забурунний (хутір)
Забурунний (рос. Забурунный) — хутір у Ольховському районі Волгоградської області Російської Федерації.
Населення становить 156 осіб. Входить до складу муніципального утворення Гусівське сільське поселення.

## Історія
Хутір розташований у межах українського історичного та культурного регіону Жовтий Клин.
Згідно із законом від 24 грудня 2004 року № 978-ОД органом місцевого самоврядування є Гусівське сільське поселення.

## Населення
| 2010 |
| ---- |
| 156  |